# Montparnasse 19
Montparnasse 19 és una pel·lícula de l'any 1958 dirigida per Jacques Becker i protagonitzada per Gérard Philipe i Lilli Palmer.

## Argument
Els artistes anhelen veure reconeguda la seua obra al barri bohemi de Montparnasse. Molt pocs ho aconsegueixen. El 1906, arriba a la capital francesa el pintor i escultor italià Amedeo Modigliani (Gérard Philipe). El 1919, amb una obra poc apreciada, se sent insatisfet i fracassat. El pintor arrossega una existència miserable i tempestuosa, només alleugerida per l'alcohol i les dones. Coneix una rica dama anglesa, Beatrice Hastings (Lilli Palmer), qui l'ajudarà a subsistir i a pagar els seus vicis. Però Modigliani s'enamora de Jeanne Hébuterne (Anouk Aimée), una noia a qui els seus pares obligaran a allunyar-se del pintor.

## Context històric i artístic
Montparnasse 19 és un estremidor retrat existencial del pintor Amedeo Modigliani, al qual els especuladors -Lino Ventura encarnant el marxant d'art Morel-, la fràgil salut, la seua pròpia inseguretat i una naturalesa de signe autodestructiu van condemnar al vici i la pobresa. Aquest home va sobreviure exiguament al París d'entreguerres, però la seua obra artística no començaria a ésser àmpliament reconeguda fins després de mort. Gérard Philipe caracteritza el tràgic artista italià, reflectint amb veracitat la deixadesa física i moral en la qual va caure en els darrers anys de vida. Com va ocórrer amb el mateix Modigliani, el venerat actor francès moriria als 36 anys.
La pel·lícula dibuixa un apassionat perfil del personatge, així com alguns episodis commovedors: el pintor plorant desconsoladament davant el portal de l'estimada Jeanne Hébuterne (Anouk Aimée en el seu primer paper important) o quan, alcoholitzat sense remei, llança sobre les aigües del Sena els seus darrers francs. La punyent lírica realista d'aquestes seqüències i d'altres de semblants esdevé pertorbadora i atroç, fereix profundament, com la pel·lícula sencera. El virtuós realitzador Jacques Becker (que fou deixeble de Jean Renoir i mestre en l'ús de l'espai i del temps fílmic) no va voler fer un convencional retrat biogràfic, sinó que, atenent als estats de misèria, ostracisme i perdició del personatge, modelaria la més lacerant descripció humana del cinema europeu clàssic. A més de recrear el tram final de la vida del malaguanyat Modigliani, el film també incideix en motius que li són propers (la creativitat de l'artista, les especulacions mesquines que l'envolten...) i retrata amb convicció la fi d'una època (la del París de l'art modernista i la bohèmia) a l'albada del segle xx.

## Frases cèlebres
| « | "Fa 48 hores, no la coneixies. Per què vols martiritzar una noia que no t'ha fet cap mal?... No t'has adonat que ets un ésser absolutament inestable?... No és culpa teua. Jo t'he suportat perquè sóc una mica boja i perquè tinc diners. Però ella no es mereix aquesta creu." (Beatrice Hastings / Lilli Palmer) | » |

## Curiositats
- És una pel·lícula dedicada a Max Ophüls, el cineasta que en un principi havia de realitzar-la, llavors amb Yves Montand en el paper central.[1]
- L'actriu italiana Lea Padovani és doblada en algunes escenes per Nadine Alari, mentre que la seua pròpia veu (amb un fort accent italià) és escoltada en d'altres.[2]
- L'actriu alemanya Lilli Palmer no fou doblada, la qual cosa era bastant inusual per al cinema francès d'aquest període.[2]
- Dos dies després de la mort de Modigliani d'una meningitis, Jeanne Hébuterne es va llançar per la finestra del cinquè pis dels seus pares matant-se ella i el seu fill no nascut. La parella va deixar una filla, Jeanne, nascuda dos mesos abans.[2]
- A diferència de la resta de l'elenc, els noms dels actors Lea Padovani, Gérard Séty i Lino Ventura no apareixen als títols de crèdit del final.[3]